# Eric von Born
Eric Frithiof Michaël von Born, född 29 juni 1897, död 4 oktober 1975, var en finlandssvensk friherre, genealog och författare. Han var son till Viktor Magnus von Born, gift med författaren Birgit Möller och far till författaren Heidi von Born.
Efter barndomen i Finland studerade von Born i Schweiz och disputerade 1923 i Tyskland. Han bodde i Sverige från slutet av 1930-talet för att 1956 flytta tillbaka till Finland. von Born publicerade under 1930-talet öppet antisemitiska skrifter. Han författade utöver politiska skrifter även Swedenborgiansk litteratur och, under pseudonymen Erik Finn, detektivnoveller.